# RCW 4
RCW 4 est une nébuleuse en émission visible dans la constellation de la Licorne.
Elle est située dans la partie sud de la constellation, à environ 2° au nord-est des ramifications les plus orientales de la nébuleuses de la Mouette. Il a une apparence cirriforme et est très faible, non observable avec des instruments amateurs normaux. Sa situation à courte distance de l'équateur galactique permettrait cependant de l'observer depuis toutes les régions peuplées de la Terre.
Il s'agit d'une nébuleuse très peu connue, dont il existe peu de références dans la littérature, malgré son extension notable. Ses seules références se trouvent en effet dans le catalogue RCW. Elle se présente comme une série de gros filaments presque parallèles les uns aux autres et orientés dans une direction NNW-SSE, convergeant faiblement vers l'est. La plus grande partie est située en direction de deux étoiles de magnitude 6, HD 57517 et HD 57682. Sa distance est inconnue.